# سامر المرطة
سامر المرطة (1 يوليو 1972 -)، لاعب كرة قدم كويتي سابق.
بدأ مسيرته الكروية مع نادي السالمية، وفي 18 ديسمبر 2006 أعير إلى نادي الكويت في إطار صفقة مع نادي السالمية يلعب بمقتضاها اللاعب عقيل جابر مع نادي السالمية لمدة موسم واحد.

## روابط خارجية
- سامر المرطة على موقع قاعدة بيانات كرة القدم.إي يو (الإنجليزية)
- سامر المرطة على موقع ناشيونال فوتبول تيمز (الإنجليزية)
- سامر المرطة على موقع عالم كرة القدم.نت (الإنجليزية)
- سامر المرطة على موقع كووورة